# La mentira (telenovela de 1965)
La mentira fue una telenovela mexicana producida y dirigida por Ernesto Alonso en 1965, protagonizada por Julissa, Enrique Lizalde y Fanny Cano. Fue escrita por Caridad Bravo Adams. Fue la primera telenovela que incluye el tema musical escrita por Álvaro Carrillo e interpretada por Pepe Jara. [cita requerida]

## Argumento
Esta telenovela se desarrolla en el Amazonas. Demetrio Santelmo, se entera de que su medio hermano, Ricardo Silveira, se suicidó por la traición de una mujer. Conmovido por la noticia se llena de ira y rencor y promete buscar a la culpable para que pague por lo que hizo. La única información que tiene es que la mujer es muy bella y su nombre comienza con "V". En la ciudad, Demetrio llega a una casa donde se hospedan dos jóvenes, Verónica y Virginia, que viven con sus tíos y su primo Johnny. Queda muy impresionado con la belleza de Verónica y supone que ella fue la culpable del suicidio de su hermano. Johnny está enamorado de Verónica. Virginia ama a Johnny y le dice que Verónica fue amante de Ricardo Silveira y lo abandonó cuando se enteró de que él era más rico que Ricardo. Demetrio escuchó la conversación y decide vivir una mentira para hacer pagar a Verónica, que se ha enamorado de él. Verónica y Demetrio se casan y este se la lleva a la selva amazónica donde la desprecia y maltrata, le confiesa que se casó con ella para vengar la muerte de su hermano y le muestra la única prueba que tiene, un pañuelo con la letra V bordada. Verónica le dice que ella le probará que es inocente y se regresa a la ciudad.

## Elenco
- Julissa - Verónica Castelano Blanco
- Enrique Lizalde - Demetrio de San Telmo
- Fanny Cano - Virginia Castelano Blanco
- Enrique Rocha - Johnny
- Alicia Montoya
- Miguel Manzano
- Chela Nájera
- Manolo García
- Aarón Hernán
- Malena Doria
- Carmen Cortés
- Leandro Martínez

## Versiones

### Cine
- La mentira (1952), película dirigida por Juan J. Ortega y protagonizada por Marga López, Jorge Mistral y Gina Cabrera.
- La mentira realizada en 1970 dirigida por Emilio Gómez Muriel. Fue protagonizada por los mismos actores principales de la telenovela: Julissa, Enrique Lizalde solo que en esta versión el papel antagonista estuvo a cargo de Blanca Sánchez.

### Telenovelas
- Calúnia (1966), telenovela brasileña de TV Tupi, protagonizada por Fernanda Montenegro, Sergio Cardoso y Geórgia Gomide.
- El amor nunca muere (1982), telenovela dirigida por Alfredo Saldaña y producida por Ernesto Alonso para Televisa. Protagonizada por Christian Bach, Frank Moro y Silvia Pasquel.
- La mentira (1998), telenovela dirigida por Sérgio Cataño y producida por Carlos Sotomayor para Televisa. Protagonizada por Kate del Castillo, Guy Ecker y Karla Álvarez.
- El juramento (2008), telenovela producida por Telemundo y protagonizada por Natalia Streignard, Osvaldo Ríos y Dominika Paleta. En un principio esta telenovela iba a llevar por título El engaño.
- Cuando me enamoro (2010), telenovela producida por Carlos Moreno Laguillo para Televisa y protagonizada por Silvia Navarro y Juan Soler. Esta telenovela resultó un giro a la trama quien la villana principal sería la madrastra de la protagonista interpretada por Rocío Banquells.
- Corações Feridos (Corazones Heridos) (2010, estrenada en 2012), telenovela brasileña de SBT protagonizada por Patrícia Barros, Flávio Tolezani y Cynthia Falabella.
- Lo imperdonable (2015), telenovela mexicana producida por Salvador Mejía para Televisa, protagonizada por Ana Brenda Contreras, Iván Sánchez y Grettell Valdez.